# شهرستان دولدورگینسکی
شهرستان دولدورگینسکی (به لاتین: Duldurginsky District) یک شهرستان در روسیه است که در سرزمین زابایکالسکی واقع شده‌است.